# Копаница (община Сарай)
Вижте пояснителната страница за други значения на Копаница.
Копа̀ница (на македонска литературна норма: Копаница; на албански: Kopanica) е село в община Сарай, Северна Македония.

## География
Селото е разположено на десния бряг на река Вардар след изхода ѝ от клисурата Дервент в западния край на Скопското поле, в подножието на планината Жеден.

## История
Андрей Стоянов, учителствал в Тетово от 1886 до 1894 година, пише за селото:
| „ | С. Копаница – има 13 арнаутски и 8 български кѫщи и е чифликъ. Надъ селото има развалини отъ стара църква, при която селенитѣ колятъ курбанъ на лѣтни св. Никола. | “ |

На етническата си карта от 1927 година Леонард Шулце Йена показва Копаница (Kopanica) като албанско село.
На етническата си карта на Северозападна Македония в 1929 година Афанасий Селишчев отбелязва Копаница като смесено българо-албанско село.
Според преброяването от 2002 година Копаница има 1714 жители.
| Националност     | Всичко |
| северномакедонци | 1      |
| албанци          | 1710   |
| турци            | 0      |
| роми             | 0      |
| власи            | 0      |
| сърби            | 0      |
| бошняци          | 0      |
| други            | 3      |